# Henri Marteau
Henri Marteau (Reims, 31 de març de 1874 - Lichtenberg, Baviera, Alemanya) fou un violinista i compositor francès.
Fou deixeble de Leonard i de Jules Garcin, i el 1892, aconseguí el primer premi de violí en el Conservatori de París. Adquirí anomenada des del 1892 per haver donat nombrosos concerts en molts països, tant d'Europa com d'Amèrica. Fou professor de violí en el Conservatori de Ginebra des de 1900 a 1908, any en el qual succeí en Joachim en la càtedra de la Reial Escola de Música de Berlín. Com a compositor va escriure: La voix de Jeanne d'Arc (per a soprano, cor i orquestra; una Xacona, melodies; una Suite, per a violí i orquestra, etc.